# Riesenwaldschwein
Das Riesenwaldschwein (Hylochoerus meinertzhageni) ist eine im westlichen und mittleren Afrika lebende Säugetierart aus der Familie der Echten Schweine (Suidae).

## Merkmale
Das Riesenwaldschwein ist der größte Vertreter der Echten Schweine. Es erreicht Kopf-Rumpf-Längen von 130 bis 210 Zentimetern, eine Schulterhöhe von 76 bis 110 Zentimetern und ein Gewicht von 130 bis 275 Kilogramm. Dabei nimmt die durchschnittliche Größe im Verbreitungsgebiet nach Osten hin zu; ebenso sind Männchen deutlich schwerer als Weibchen. Das Fell ist schwarz gefärbt, lang und rau und kann im Alter ausfallen, was die dunkle Haut nackt aussehen lässt. Auffallend ist der große Kopf mit der großen Rüsselscheibe und den ausgeprägten Backenwülsten, vor allem beim Keiler. Die Eckzähne sind kräftig, aber kürzer als beim Warzenschwein.

## Verbreitung und Lebensraum
Riesenwaldschweine leben in Afrika, ihr Verbreitungsgebiet erstreckt sich von Guinea bis Tansania. Es gibt drei geographisch voneinander getrennte Unterarten entlang des Äquators: das westliche Riesenwaldschwein ist von Guinea bis Ghana verbreitet, die zentralafrikanische Unterart in Kamerun und in der Republik Kongo und die östliche lebt in einem größeren Areal, das von der Demokratischen Republik Kongo bis Äthiopien und Tansania reicht. Ihr Habitat sind vor allem tropische Regenwälder, seltener auch Baum- und Dornbuschsavannen.

## Lebensweise

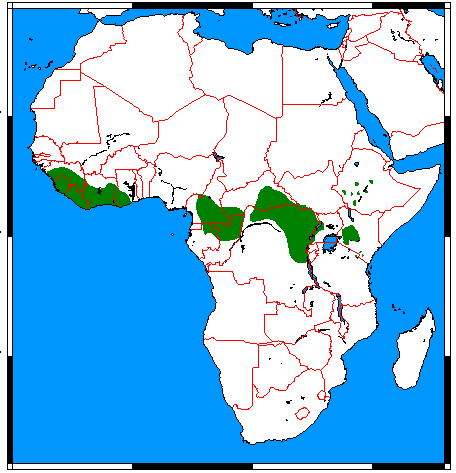
Verbreitungsgebiet laut IUCN

Riesenwaldschweine leben in Gruppen, die meist aus einem Männchen, einem bis vier Weibchen und den Nachkommen mehrerer Generationen bestehen. Das Revier einer Gruppe kann bis zu 10 Quadratkilometer umfassen; die Streifgebiete verschiedener Rotten können sich überschneiden. Die Männchen übernehmen die Verteidigung der Gruppe und attackieren auch Fressfeinde wie Leoparden und Tüpfelhyänen – auch Menschen werden manchmal angegriffen. Um die Führungsrolle in einer Gruppe kann es zwischen den Männchen zu erbitterten Kämpfen kommen, dabei rammen sie ihre Köpfe gegeneinander, was auch mit dem Schädelbruch eines der Kontrahenten enden kann.
Bezüglich der Aktivitätszeiten gibt es unterschiedliche Angaben, manche Beobachtungen sprechen für eine tagaktive Lebensweise, während andere Forschungsergebnisse eher davon ausgehen, dass sie vorwiegend in der Dämmerung und in der frühen Nacht auf Nahrungssuche gehen.

## Nahrung
Riesenwaldschweine ernähren sich fast ausschließlich von Pflanzen, sie bevorzugen weiche Süßgräser, Kräuter und junge Triebe beziehungsweise Blätter spezieller Büsche. Im Gegensatz zu anderen Schweinen wühlen und graben sie nicht nach Wurzeln.

## Fortpflanzung
Nach einer rund fünfmonatigen Tragzeit bringt das Weibchen zwei bis vier Jungtiere zur Welt. Zur Geburt legt das Weibchen ein Nest an; nach einer Woche schließt es sich mit dem Nachwuchs wieder der Gruppe an. Nach rund neun Wochen werden die Jungtiere entwöhnt, die Geschlechtsreife tritt mit rund 18 Monaten ein.

## Riesenwaldschweine und Menschen
Riesenwaldschweine wurden erst sehr spät der Wissenschaft bekannt. Die wissenschaftliche Erstbeschreibung des Tiers stammt aus dem Jahr 1904 vom britischen Zoologen Oldfield Thomas. Das Artepitheton ehrt den Entdecker, den britischen Offizier und Naturforscher Richard Meinertzhagen.
Heute ist der Lebensraum der Riesenwaldschweine stark zerstückelt und Wilderei ist häufig, Bejagung und die Zerstörung ihres Lebensraumes stellen die Hauptbedrohungen dar. Die Art insgesamt ist trotz abnehmender Bestandszahlen noch nicht gefährdet. In Äquatorial-Guinea ist es jedoch bereits ausgerottet und die IUCN vermutet, dass die Tiere in Ruanda ebenfalls ausgerottet sind.
Alle früheren Versuche, Riesenwaldschweine in Zoologischen Gärten zu halten, misslangen. In den Zoos von Antwerpen, London, Hamburg und Frankfurt am Main gehaltene Tiere überlebten nur kurze Zeit und pflanzten sich nicht fort. Grzimek vermutete als Grund mangelhafte Kenntnisse über die Nahrung und andere Lebensbedürfnisse. Zurzeit hält der Zoo von San Diego ein weibliches Exemplar der Unterart Hylochoerus meinertzhageni ivoriensis.
Von den Einheimischen werden die Tiere mit allerlei Volksglaube in Zusammenhang gebracht. Da die Männchen manchmal Menschen attackieren, werden sie mancherorts gefürchtet.